# Presidentsverkiezingen in de Oranje Vrijstaat 1859
De presidentsverkiezingen in de Oranje Vrijstaat van 15 december 1859 waren de derde verkiezingen voor het ambt van staatspresident van de Oranje Vrijstaat. Marthinus Wessel Pretorius werd uit vijf kandidaten gekozen tot derde staatspresident.

## Geschiedenis
Bij de vorige verkiezingen in 1855 werd Jacobus Nicolaas Boshoff gekozen als staatspresident. Hij trad aan op 27 augustus 1855. Hij had geen gemakkelijke termijn omdat de republiek Oranje Vrijstaat nog in de kinderschoenen stond, werd geteisterd door geweldsincidenten en vijandelijkheden van de naburige Basotho en omdat het idee van Marthinus Wessel Pretorius, om de Zuid-Afrikaansche Republiek en de Oranje Vrijstaat te verenigen, ook in de Vrijstaat steeds meer in zwang kwam. 
Ook de politieke verhoudingen waren turbulent. Boshoff kwam tijdens zijn regeerperiode regelmatig in botsing met de Volksraad. Dat leidde er al eens toe dat hij in februari 1858 ontslag nam. Na een aantal verzoeningsgesprekken trok hij dit ontslag echter in. Als tegenreactie stapten een aantal Volksraadsleden op, waaronder de voorzitter Hoffman.
In februari 1959 diende Boshoff nogmaals ontslag in en trok dit direct weer in, maar vertrok met verlof naar Natal, de regio waar hij eerst woonachtig was. Gedurende de afwezigheid werd het staatspresidentschap waargenomen door Esaias Reynier Snijman. Boshoff zou niet meer terugkeren als president en diende in juni 1859 alsnog zijn ontslag in, dit keer definitief.
De Volksraad wees vervolgens Koos Venter aan als kandidaat voor de nieuwe verkiezingen. Hij kreeg concurrentie van Esaias Reynier Snijman, de voorzitter van de Volksraad, Daniel J. Cloete, de landdrost van Harrismith en de president van de Zuid-Afrikaansche republiek, Marthinus Wessel Pretorius.
Pretorius won de verkiezingen met een ruime meerderheid met een programma gericht op eenwording met de Zuid-Afrikaansche Republiek. Pretorius zou niet slagen in dit voornemen en nam in 1863 ontslag.
F.J. van der Riet deed ook mee, maar zijn kandidatuur werd ongeldig bevonden.

## Uitslag[4]
| Kandidaat                    | Stemmen | Percentage |
| ---------------------------- | ------- | ---------- |
| Marthinus Wessel Pretorius   | 1.282   | 80,53%     |
| Esaias Reynier Snijman       | 191     | 12,00%     |
| Daniel J. Cloete             | 82      | 5,15%      |
| Jacobus Johannes Venter      | 29      | 1,82%      |
| F.J. van der Riet (ongeldig) | 8       | 0,50%      |
| Totaal                       | 1.592   | 100,00%    |

Presidentsverkiezingen: 1854 · 1855 · 1859 · 1863 · 1868 · 1873 · 1878 · 1883 · 1888 · 1893 · 1896